# 毛罗·波尔波拉
毛罗·波尔波拉（義大利語：Mauro Porpora，1969年2月22日—），意大利男子田径运动员。他曾代表意大利参加2000年夏季残疾人奥林匹克运动会田径比赛，获得男子4×100米接力T13级金牌。